# Tirukalukundram
Tirukalukundram là một thị xã panchayat của quận Kancheepuram thuộc bang Tamil Nadu, Ấn Độ.

## Nhân khẩu
Theo điều tra dân số năm 2001 của Ấn Độ, Tirukalukundram có dân số 23.677 người. Phái nam chiếm 50% tổng số dân và phái nữ chiếm 50%. Tirukalukundram có tỷ lệ 72% biết đọc biết viết, cao hơn tỷ lệ trung bình toàn quốc là 59,5%: tỷ lệ cho phái nam là 80%, và tỷ lệ cho phái nữ là 65%. Tại Tirukalukundram, 11% dân số nhỏ hơn 6 tuổi.